# Osamu Migitera
Osamu Migitera (右寺 修, Migitera Osamu) est un producteur japonais de rock et musique électronique.

## Biographie
Osamu Migitera contribue musicalement à 33 jeux vidéo d'arcade des franchises Beatmania et Dance Dance Revolution entre 2000 et 2011. Son morceau le plus connu dans cette série de contributions est Disabled the Flaw sous son pseudonyme D-Crew.

## Discographie notable
- Jack (pop'n music 10/TaQとの共作・編曲担当) (sous DesQ)
- double thrash (beatmania IIDX 12HAPPYSKY/泉陸奥彦との共作) (sous 414)
- 真超深TION (pop'n music 13カーニバル/あさきとの共作) (sous Des-あさ)
- ￥真超深TION￥ (GuitarFreaks V2 & DrumMania V2/上記曲の別アレンジ) (sous Des-あさ)
- DA DA DA DANCING!! (TOMOSUKEとの共作) (sous TOMO－crew)
- Pop'n X'mas 2004 〜電子ノウタゴエ〜' (pop'n music 12) (sous strawberry barium's)
- ランブルメドレー (pop'n music 13カーニバル)
- Empathetic (私立BEMANI学園)
- Engraved Mark (熱闘！BEMANIスタジアム) (avec Ryu☆)